# Friedenskirche (Karlsruhe-Südweststadt)

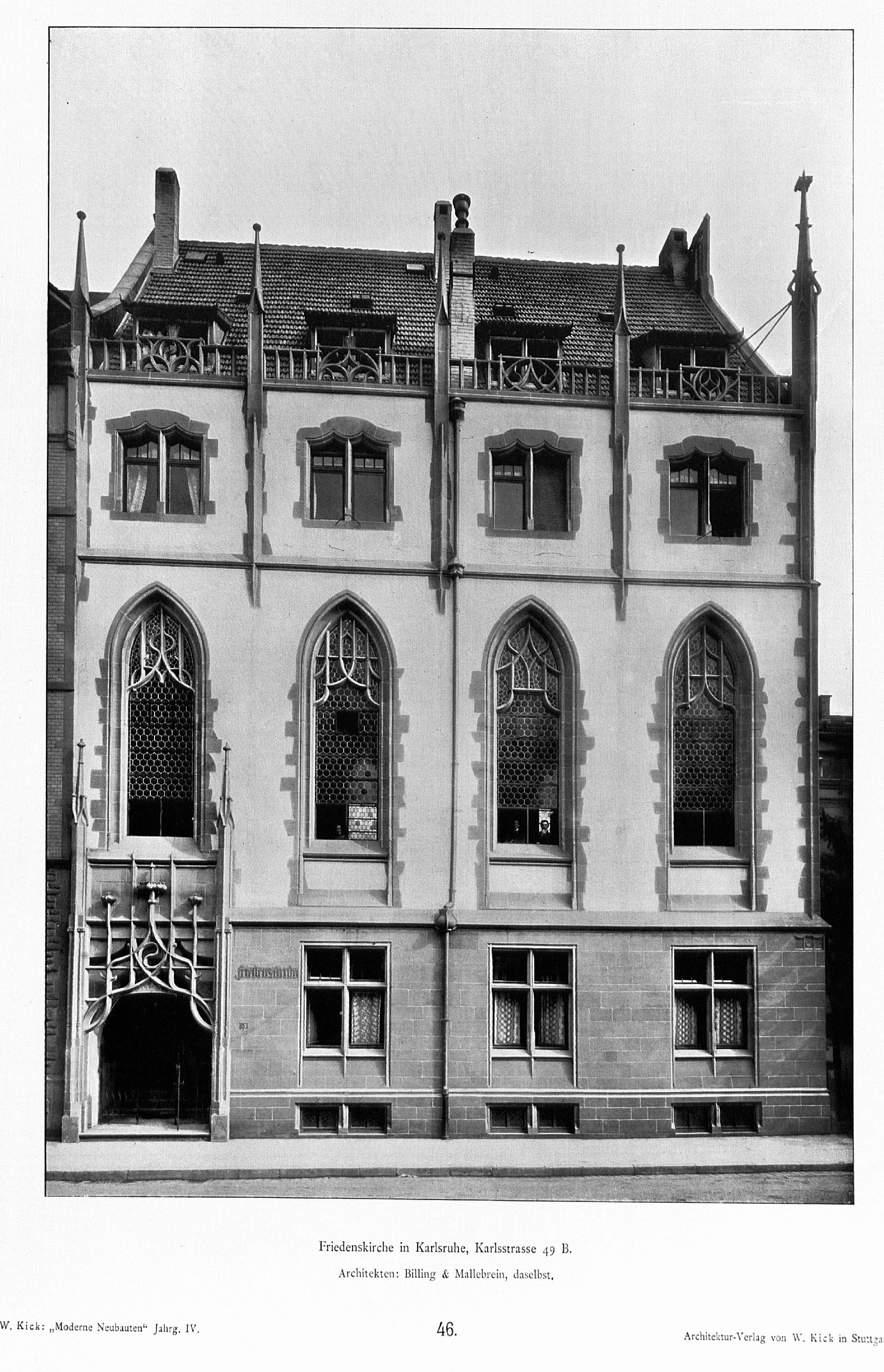
Die Friedenskirche in Karlsruhe

Die Friedenskirche war ein Saalbau der Methodistengemeinde in der Karlsruher Südweststadt.

## Geschichte
Das Gebäude wurde 1899–1900 von dem Architekten Hermann Billing im Büro Billing & Mallebrein im Auftrag der Methodistengemeinde auf dem Grundstück Karlstraße 49b erbaut. Die Baukosten beliefen sich auf 65.000, nach anderen Angaben 80.000 Mark. Die Einweihung war am 11. November 1900.
Der Sakralbau überstand den Zweiten Weltkrieg und wurde erst im Zuge der Neubebauung der Ecke Kriegsstraße/Karlsstraße und der Verbreiterung der Karlsstraße im Jahre 1968 abgerissen. In diesem Jahr vereinigte sich die Bischöfliche Methodistenkirche mit der Evangelischen Gemeinschaft zur Evangelisch-methodistischen Kirche. Auf dem nahe gelegenen Grundstück Hermann-Billing-Straße 11 besaß die Evangelische Gemeinschaft die 1961 erbaute Erlöserkirche, sie wurde zur neuen Heimat der Methodisten aus der Friedenskirche.

## Beschaffenheit
Der Betsaal befand sich im ersten Obergeschoss, war 170 m2 groß und 7,50 m hoch. Im Erdgeschoss befanden sich Wohnungen für den Gemeindevorstand, auch im zweiten Obergeschoss waren Wohnungen. Die historistische Architektur war von der Spätgotik inspiriert. Die Fassade war mit Sandsteinen aus Sulzfeld und weißen Putzflächen gestaltet.